# Scoparia lucidalis
Scoparia lucidalis là một loài bướm đêm trong họ Crambidae.